# Хенгело
Хе́нгело (нидерл. Hengelo , МФА: [ˈɦɛŋəloː] произношениео файле) — город и община в Нидерландах в провинции Оверэйсел, находится в самой восточной части страны на границе с Германией, недалеко от Энсхеде. Между Хенгело и Энсхеде находится крупный Университет Твенте, который формально относится к Энсхеде, но из Хенгело ехать туда ближе, поэтому в городе живёт сравнительно много студентов. По статистике именно жители Хенгело в среднем тратят больше на посещение театров, выставок и прочих культурных учреждений, чем жители любого другого города в регионе, включая и куда более крупные.
Деревня Хенгело была основана в XVI веке, когда Фредрик Твикельский построил там церковь (сейчас само поместье Твикел ещё можно найти и посетить в окрестностях города). Община впервые появилась только в 1802 году, и даже к тому моменту это было не более чем объединением десятка ферм и крестьянских домов. На гербе города изображена река, сноп злаков и пчелиный улей. Хенгело имеет развитую текстильную индустрию, из-за чего подвергался многократным бомбардировкам во время Второй мировой.
В городе проводится легкоатлетический турнир Мемориал памяти Фанни Бланкерс-Кун.
По типовой локальности бассейна в Хенгело получил название межледниковый период (интерстадиал) Хенгело. Начало интерстадиала Хенгело датируют 44 682 лет до н. э. (Weismüller, W II/III-2-Interstadial), 44 381 лет до н. э. и 43 203 лет до н. э. (калиброванные даты), что соответствует осцилляции Дансгора — Эшгера (DO) 12.

## Соседние города

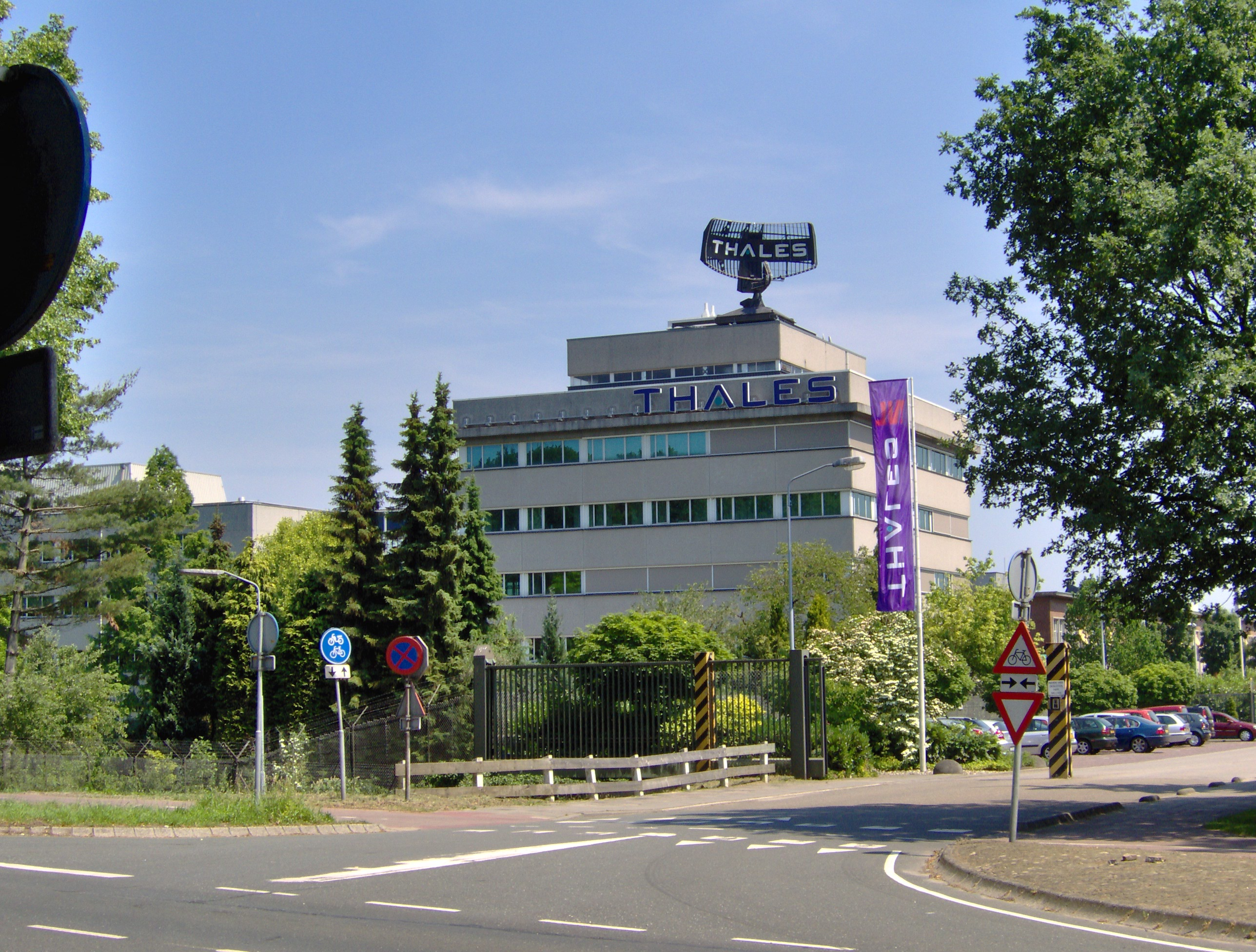
Здание Thales в Хенгело

- Алмело
- Борне
- Букело
- Вирден
- Олдензал
- Хаксберген
- Энсхеде